# Atpūta
«Atpūta» (с латыш. — «Досуг») — литературный иллюстрированный журнал Остзейских губерний, позже латвийский еженедельный журнал. Печатался в 1911—1912 и 1924—1941 годах.

## История
Первый номер «Atpūta» увидел свет 1 мая 1911 года, первоначально выходил два раза в месяц, позиционировал себя, как литературный и научный журнал. Стоимость номера — 10 коп.
Первым издателем был Хаим Бланкенштайн, редактором Антон Беньямин. Журнал «Atpūta» был насыщен иллюстрациями. В январе 1912 г. Х. Бланкенштайн и А. Бенджамин вышли из состава редакции и были заменены Силинсом и O. Кулбергом, но журнал в 1912 году перестал выходить.
В 1924 году выпуск журнала возобновили Эмилия и Антон Беньямины, одни из богатейших людей Латвии перед Второй мировой войной, прозванные «королями прессы».
Супруги взялись за дело с новой энергией, создавая свою издательскую империю.
Тираж «Atpūta» с первоначальных 6 тысяч достиг вскоре 80 тысяч экземпляров. Журнал стал одним из самых популярных иллюстрированных изданий Латвии.
После присоединения Латвии к СССР журнал сохранил название и продолжал существующую прежде нумерацию. Публиковал статьи о строительстве социализма в Латвии. С 27 декабря 1940 года была начата новая нумерация, с которой вышло 27 номеров, после чего выпуск журнала прекратился.
Издатель журнала Эмилия Беньямин в июне 1941 года была выслана новыми властями в Сибирь, где и умерла. Её супруг Антон Беньямин умер ранее, в 1939 году.